# 潭子系統交流道
潭子系統交流道為臺灣國道四號銜接台74線的系統交流道，也是國道四號之終點，位於臺中市潭子區，國道四號指標為28K（實際里程為26.8K）、台74線指標為20K，於2022年1月22日通車。此交流道是全臺灣第一座國道端點銜接省道快速公路的交流道。
|  | 28 潭子系統 |  | 霧峰 太平 快官 |
|  | 20 潭子系統 |  | 清水           |

## 外部連結
- 國道四號潭子交流道、潭子系統交流道示意圖 （页面存档备份，存于）（交通部高速公路局）